# Звёздный десант 2: Герой Федерации
«Звёздный десант 2: Герой Федерации» (англ. Starship Troopers 2: Hero of the Federation) — direct-to-video продолжение фильма «Звёздный десант». В отличие от первого фильма, не имеет ничего общего с одноимённым романом Роберта Хайнлайна. Никто из изначальных персонажей не присутствовал в продолжении.

## Сюжет
Окрылённый победой на Танго-Урилла и захватом на планете жука-мозга, Звёздный Маршал Тахат Мару объявляет о «Марше к победе» — полномасштабном наступлении войск Федерации на всех фронтах. На одной из планет арахнидов отряд солдат под командованием генерала Шепарда попадает в окружение жуков. Шепард приказывает отряду отступать, а сам с оставшимися бойцами прикрывает их отход. Отряд находит и занимает огромную башню — заставу «Нильс», где они освобождают бывшего героя Федерации, капитана В. Дж. Декса, запертого в мусоросжигателе в ожидании военного суда. Декс убил своего командира, полковника Холбека, за некомпетентность, приведшую к гибели всего его отряда. Начинается пылевая буря, отряд оказывается без связи с командованием. Пауки штурмуют башню. Рядовой Сахара самовольно освобождает Декса, поняв его мотивы благодаря своим экстрасенсорным способностям. Декс включает защитные системы башни (электрозабор), отбивая атаку арахнидов. Лейтенант пси-корпуса Дилл выносит выговор Сахаре за самоуправство, но Декс вступается за неё, назвав лейтенанта жалким трусом. К башне прорывается Шепард с тремя солдатами: техником, санитаром и девушкой.
Рядовой Сахара обращает внимание на странности поведения прибывшей троицы, вслед за ними подобным образом начинают вести себя остальные. Дилла мучают видения, ему кажется, что арахниды находятся повсюду. Сахара делится с ним и Дексом своими подозрениями. Дилл сообщает, что беременность Сахары обострила её экстрасенсорные способности, они договариваются действовать совместно. Но уже поздно: троица переходит к активным действиям, заражая солдат новым видом миниатюрных жуков, которые проникают в человеческие головы, захватывая контроль над волей. Медиум спешит с докладом к Шепарду, но генерал уже заражён, разведчик перед своей гибелью осознаёт всю страшную правду. Декса вновь арестовывают по подозрению в убийстве лейтенанта (фигурирует боевой нож десантника, который тот отдал одному из солдат отряда). Однако одна из заражённых, сержант Диди Рейк, превозмогает силой воли действия жука-хозяина, убивает нескольких заражённых и освобождает Декса, после чего вышибает себе мозги.
Объединившись, Сахара и Декс зачищают башню, сражаясь со своими бывшими товарищами. По дороге Сахара видит шахматную доску, на которой стоит одинокая белая ладья в окружении чёрных фигур, и понимает, что арахниды специально заманили их сюда, проводя дьявольский эксперимент над людьми, оказавшимися в изоляции. Она осознаёт, что Шепард может заразить высшее руководство Федерации. Пауки снаружи идут в атаку, сметая перед собой все барьеры.
Прибывает спасательный транспорт. Не успевший заразить Сахару Шепард спешит туда, но на его пути появляется Декс, на глазах потрясённой команды расстреливающий генерала из двух винтовок. Декс приказывает доставить Сахару в штаб, чтобы она рассказала про новый вид арахнидов-захватчиков разума. Декс отказывается улететь, заявив, что «убийцы домой не возвращаются», и удерживает поток арахнидов. Их волна захлёстывает башню. 
Сахара в гражданской одежде с младенцем приходит на вербовочный пункт и смотрит фильм, где Декса провозглашают Героем Федерации. Один из вербовщиков гладит её малыша и говорит ему, чтобы он быстрее подрастал, так как им нужны новые солдаты. Сахара с ужасом смотрит на офицера и поспешно уходит.

## В ролях
| Актёр              | Роль                   |
| ------------------ | ---------------------- |
| Ричард Берджи      | капитан В. Дж. Декс    |
| Коллин Порш        | рядовая Лей Сахара     |
| Эд Лотер           | генерал Дж. Г. Шепард  |
| Эд Куинн           | капрал Джо Грифф       |
| Лоренс Моносон     | лейтенант Павлов Дилл  |
| Билли Браун        | рядовой Оттис Брик     |
| Келли Карлсон      | рядовая Чарли Сэда     |
| Сандрин Холт       | рядовая Джилл Сэнди    |
| Жан-Поль Ману      | техник-сержант Ари Пек |
| Бренда Стронг      | сержант Диди Рэйк      |
| Дрю Пауэлл         | рядовой Киппер Тор     |
| Брайан Ти          | капрал Том Коби        |
| Джейсон-Шейн Скотт | рядовой Дафф Нортон    |
| Оливер Келлер      | солдат                 |
| Сэнди Скотт        | солдат                 |
| Тай Уильямс        | солдат                 |

Единственным актёром, снимавшимся и в первом, и во втором фильме, является Бренда Стронг, которая в первой части играла роль капитана Деладье.